# Crematogaster warburgi
Crematogaster warburgi är en myrart som beskrevs av Menozzi 1933. Crematogaster warburgi ingår i släktet Crematogaster och familjen myror. Inga underarter finns listade i Catalogue of Life.